# Villers-Canivet
Villers-Canivet – miejscowość i gmina we Francji, w regionie Normandia, w departamencie Calvados.
Według danych na rok 1990 gminę zamieszkiwały 502 osoby, a gęstość zaludnienia wynosiła 41 osób/km² (wśród 1815 gmin Dolnej Normandii Villers-Canivet plasuje się na 440. miejscu pod względem liczby ludności, natomiast pod względem powierzchni na miejscu 373.).